# Trastorno por uso de cannabis

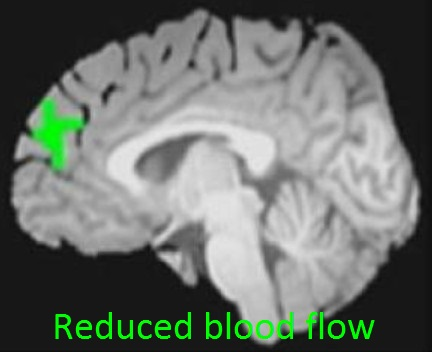
Lugar del cerebro con poca circulación de sangre luego de varios días de abstinencia, en consumidores de cannabis (marcado en verde).

El trastorno por uso de cannabis o marihuana (CUD, por sus siglas en inglés) se define en la quinta revisión del Manual Diagnóstico y Estadístico de los Trastornos Mentales (DSM-5) y ICD-10 por la Organización Mundial de la Salud como el uso continuado de cannabis a pesar del deterioro clínicamente significativo que va desde leve a grave.
El cannabis es una de las drogas más usadas  en el mundo. En los Estados Unidos, 49% de la gente ha usado cannabis y un estimado 9% de que usan cannabis se les desarrolla dependencia. En los Estados Unidos, como  en el 2013, cannabis es la más comúnmente  identificada como la sustancia ilícita usada por personas admitidas  a las instalaciones de tratamiento. La demanda para tratamientos para trastornos por uso de cannabis aumentó internacionalmente entre 1995 y 2002.
El sindrome de hiperemesis canabinoide  afecta a consumidores de cannabis y se caracteriza por episodios cíclicos de vómitos incoercibles acompañados por baños en agua caliente compulsivos, que puede solventarse mediante la abstinencia.

## Señales y síntomas
Los síntomas de abstinencia de cannabis pueden ocurrir en una mitad de los pacientes en tratamiento para trastorno por uso de cannabis.  Esos síntomas incluyen disforia (ansiedad, irritabilidad, depresión, inquietud), trastornos de sueño, síntomas gastrointestinales y disminución del apetito. La mayoría de los síntomas empiezan durante la primera semana de abstinencia y resolver después de unas cuantas semanas.
De acuerdo con el Centro Nacional de Información y Prevención de Cannabis en Australia, una señal de dependencia de cannabis es que la persona pasa notablemente más tiempo que la mayoría de los que usan cannabis recreacional que se recupera del uso u obtención de cannabis. Para algunos, el uso de cannabis se convierte en una parte sustancial y perjudicial de la vida del individuo y el o ella podrán mostrar dificultades en cumplir con obligaciones personales o participar en actividades importantes de vida, prefiriendo en su lugar consumir cannabis.  Las personas que son dependientes de cannabis tienen inhabilidad para tener la capacidad de detener o disminuir el consumo de cannabis por su propia cuenta.

### Problemas de salud mental
El uso de cannabis ya no está asociado con problemas mentales comórbidos, tales como trastornos en el humor y ansiedad como se lo hacía antes. Antes se acusaba de que las comorbilidades psiquiátricas solían estar presentes en los consumidores dependientes de cannabis, incluida una gama de trastornos de la personalidad, pero actualmente hay muchos estudios que dicen lo contrario, y muchos médicos que siguen estudiando en la actualidad, lo dan como tratamiento natural en lugar de fármacos que empeoraban al paciente o en algunos casos, la presencia de efectos secundarios por el uso de fármacos era peor que la misma enfermedad.

## Causas
La adicción a Cannabis es debido frecuentemente al uso prolongado y aumentado de la droga.  Aumentar la fuerza del cannabis y aumentar el uso de métodos de administración más efectivos a menudo aumenta la dependencia del cannabis. También puede ser causada por estar propenso a convertirse en adicto a substancias, que pueden ser conseguidas genéticamente o ambientales. El uso de cannabis a una edad joven como en los años adolescentes, puede tener serios impactos de depresión y ansiedad en la juventud y más tarde en su vida.

### Factores de riesgo
La adicción de marihuana es más común entre los grandes consumidores.  El uso de la marihuana puede conducir a una mayor tolerancia y en algunos consumidores los síntomas de abstinencia cuando tratan de dejarlo. El consumo prolongado de la marihuana produce ambos cambios farmacocinéticos (cuando la droga se absorbe, se distribuye, se metaboliza y se excreta) y cambios farmacodinámicos (como la droga interactúa con células clave)al cuerpo.  Estos cambios requieren que el usuario consuma dosis más altas de la droga para acumular el efecto común deseado (conocido como más alta tolerancia) reforzando el sistema metabólico del cuerpo para eliminar la droga más eficientemente  y la regulación negativa de más de cannabinoides en el cerebro. Estos efectos se combinan en que el usuario crónico debe consumir más frecuentemente para superar la eliminación acelerada y dosis más altas para superar la respuesta embotada a la activación del receptor.
Los consumidores de cannabis han demostrado una reactividad a la dopamina, lo que sugiere un posible vínculo para la adaptación del sistema de reconocimiento del cerebro y un aumento en lo emocionalmente negativo y gravedad en la adicción.
Los consumidores de cannabis pueden desarrollar tolerancia a los efectos de THC. La tolerancia a los efectos y los efectos psicológicos de THC han sido demostrados en adolescentes y animales. Los mecanismos que crean esta tolerancia al THC son pensados para implicar cambios en la función del receptor cannabinoide.
Ciertos factores están considerados para aumentar el riesgo de desarrollar dependencia y estudios longitudinales durante varios años han permitido a las investigaciones rastrear aspectos del desarrollo social y psicológico al mismo tiempo que el consumo de cannabis. Se están demostrando cada vez más datos sobre la elevación de los problemas asociados por la frecuencia y la edad a la que se utiliza el cannabis, con consumidores jóvenes y frecuentes que están en mayor riesgo.
Los principales factores en Australia relacionados con un mayor riesgo de desarrollar problemas con el consumo de cannabis incluyen el uso frecuente a una edad temprana; Desajuste personal; estrés emocional; pobre crianza; abandono de escuela; afiliación con compañeros que usan drogas; alejarse de casa desde una edad temprana; el fumar cigarros diario y el fácil acceso al cannabis. Los investigadores concluyen que hay evidencia emergente de que las experiencias positivas con el consumo temprano de cannabis son un predictor significativo de la dependencia tardía y que la predisposición genética juega un papel en el desarrollo del uso problemático.

### Grupos de alto riesgo
Cierto número de grupos han sido identificados como en mayor riesgo de desarrollar dependencia de cannabis e incluyen poblaciones adolescentes, Aboriginal and Torres Strait Islanders (en Australia) y gente sufriendo de condiciones de salud mental.

#### Adolescentes
Los jóvenes corren un mayor riesgo de desarrollar dependencia del cannabis debido a la asociación entre el inicio temprano en el consumo de sustancias y problemas posteriores como la dependencia, y los riesgos asociados con el uso de cannabis a una edad vulnerable al desarrollo.  Además hay una evidencia que el uso de cannabis durante la adolescencia, en el tiempo en que el cerebro aún se está desarrollando efectos nocivos sobre el desarrollo neuronal y el funcionamiento cognitivo posterior.

## Diagnóstico
El trastorno por consumo de cannabis se reconoce en la quinta versión del Manual Diagnóstico y Estadístico de los Trastornos Mentales (DSM-5), que agregó la abstinencia de cannabis como una nueva condición. En los Estados Unidos, el adulto promedio que busca tratamiento ha consumido cannabis por más de 10 años casi a diario y ha intentado activamente dejarlo seis o más veces.

## Tratamiento
No se han encontrado medicamentos efectivos a partir de 2014,  pero el modelo psicoterapéutico es prometedor.
Las formas de tratamiento comúnmente más accesibles en Australia son los programas de 12 pasos, los médicos, los programas de rehabilitación, y servicios de desintoxicación, con servicios para pacientes internados y ambulatorios igualmente accesibles. En la UE, aproximadamente el 20% de todas las admisiones primarias y el 29% de todos los nuevos clientes de drogas en 2005, tenía problemas primarios de cannabis. Y en todos los países que informaron datos entre 1999-2005, el número de personas que buscaban tratamiento para el consumo de cannabis aumentó.
Las opciones de tratamiento para la dependencia del cannabis son mucho menores que para la dependencia de opio o alcohol. La mayoría del tratamiento cae en las categorías de psicológica y psicoterapéutica, intervención, intervención farmacológica o tratamiento a través del apoyo de compañeros y enfoques ambientales .  Las sesiones de detección e intervención breve se pueden administrar en una variedad de configuraciones, particularmente la que el doctor sugiera.
Los médicos diferencian entre los usuarios ocasionales que tienen dificultad con control antidopaje y consumidores grandes, a un consumidor crónico que consume muchas veces en un día.

### Psicológico
La intervención psicológica incluye la terapia de comportamiento cognitivo(CBT), terapia de mejora motivacional (MET), manejo de la contingencia (CM), psicoterapia de apoyo expresivo (SEP), intervenciones familiares y de sistemas, y programas de 12 pasos.
Programas Anónimos de Evaluaciones de Marihuana, modelado en las líneas de 12 pasos de Alcohólicos Anónimos y Narcóticos Anónimos, han demostrado efectos beneficios muy pequeños para la disminución del uso de drogas en general (cita médica necesaria). En 2006,la Wisconsin Initiative to Promote Healthy Lifestyles implementó un programa que ayuda a los médicos de atención primaria a identificar y abordar los problemas de uso de marihuana en pacientes

### Medicación
A partir de 2012, no existe ningún medicamento que haya demostrado su eficacia para tratar el trastorno por consumo de cannabis; La investigación se centra en tres enfoques de tratamiento: sustitución de agonistas, antagonista y modulación de otros sistemas de neurotransmisores. Dronabinol es un agonista legalmente disponible; en algunos casos y ensayos, redujo los síntomas de abstinencia y redujo el uso de cannabis. La Entacapona fue bien tolerada y disminuyó el ansia de cannabis en un ensayo en un pequeño número de pacientes. La Acetilcisteína (NAC) disminuyó el consumo de cannabis y el deseo en un ensayo. La Atomoxetina en un pequeño estudio no mostró cambios significativos en el consumo de cannabis, y la mayoría de los pacientes experimentaron eventos adversos. La Buspirona es prometedora como tratamiento para la dependencia; los senderos lo muestran reduciendo las ansias, la irritabilidad y la depresión. El ácido valproico en un pequeño estudio fue mal tolerado y no mostró una reducción significativa en el consumo de cannabis entre los usuarios.

### Barreras para el tratamiento
La investigación que menciona el tratamiento del cannabis frecuentemente menciona una falta de interés en el tratamiento, falta de movilidad y conocimiento de las instalaciones de tratamiento, una falta general de instalaciones, costos asociados con el tratamiento, dificultad para cumplir los criterios de elegibilidad del programa y dificultades de transporte. Un informe geotécnico compilado por el Centro Nacional de Cannabis de Australia.

## Epidemiología
El cannabis es la droga ilegal más comúnmente utilizada en todo el mundo. El 34.8% de los australianos de 14 años o más han usado cannabis una o más veces en su vida. En los Estados Unidos, el 42% ha usado cannabis: En los Estados Unidos, el cannabis es la sustancia ilícita más comúnmente identificada utilizada por las personas admitidas en las instalaciones de tratamiento.La mayoría de estas personas fueron referidas allí por el sistema de justicia penal. El 16% de los admitidos ya sea que fueron ellos solos, o fueron llevados por familia o amigos.
Hay una alta prevalencia de consumo de cannabis en los Estados Unidos. La dependencia del cannabis se desarrolla en el 9% de los usuarios, significativamente menos que la heroína, la cocaína, el alcohol y los ansiolíticos recetados, pero un poco más alto que el de psilocibina, mescalina o LSD. Para aquellos que usan cannabis diariamente, 10-20% se hacen dependientes.33

## Investigación
La Universidad de Columbia, en colaboración con el Instituto Nacional de Abuso de Droga (NIDA) está llevando a cabo un ensayo clínico que analiza los efectos de la medicación combinada sobre la dependencia del cannabis, para ver si lofexidina en combinación con dronabinol es superior al placebo para lograr la abstinencia, reducir el consumo de cannabis y reducir la abstinencia en pacientes dependientes de cannabis que buscan tratamiento para su consumo de marihuana. Hombres y mujeres de entre 18 y 60 años que cumplían con los criterios del DSM-IV para la dependencia actual de la marihuana se inscribieron en una prueba de 12 semanas que comenzó en enero de 2010.
DGeorgotas & Zeidenbedrg (1979) llevaron a cabo un experimento donde ellos les daban un promedio de una dosis diaria de 210 mg de Tetrahydrocannbinol (THC), el ingrediente de cannabis que es responsable de sus efectos psicológicos, a un grupo de voluntarios por un período de 4 semanas.  Después que esa prueba terminó  los voluntarios se encontraban “irritables, poco colaborador, resistente y a veces hostil” y muchos de los pacientes sufrieron de insomnio.  Estos efectos probablemente se debieron a la retirada del medicamento y duraron aproximadamente 3 semanas después del experimento.
Una revisión de 2014 de la Colaboración Cochrane encontró datos insuficientes para evaluar la efectividad de la gabapentina y la acetilcisteína en el tratamiento de la dependencia del cannabis y que amerita una mayor investigación.